# Turecký cestovní pas

Turecký cestovní pas

Turecké pasy se vydávají v souladu se zákonem o pasech (č. 5682) ze dne 15. července 1950 tureckým občanům k cestování do zahraničí. Občané Severokyperské turecké republiky mohou kvůli tomu, že jejich pasy neplatí ve většině světa, požádat rovněž o turecký pas.
Cestovní pasy vydané od 1. června 2010 jsou biometrické s platností až 10 let (5 let pro občany mladší 18 let, nebo turecké Kypřany).
Turecký pas se umístil na 54. místě v indexu Henley & Partners Passport Index v roce 2022.

## Vízové požadavky

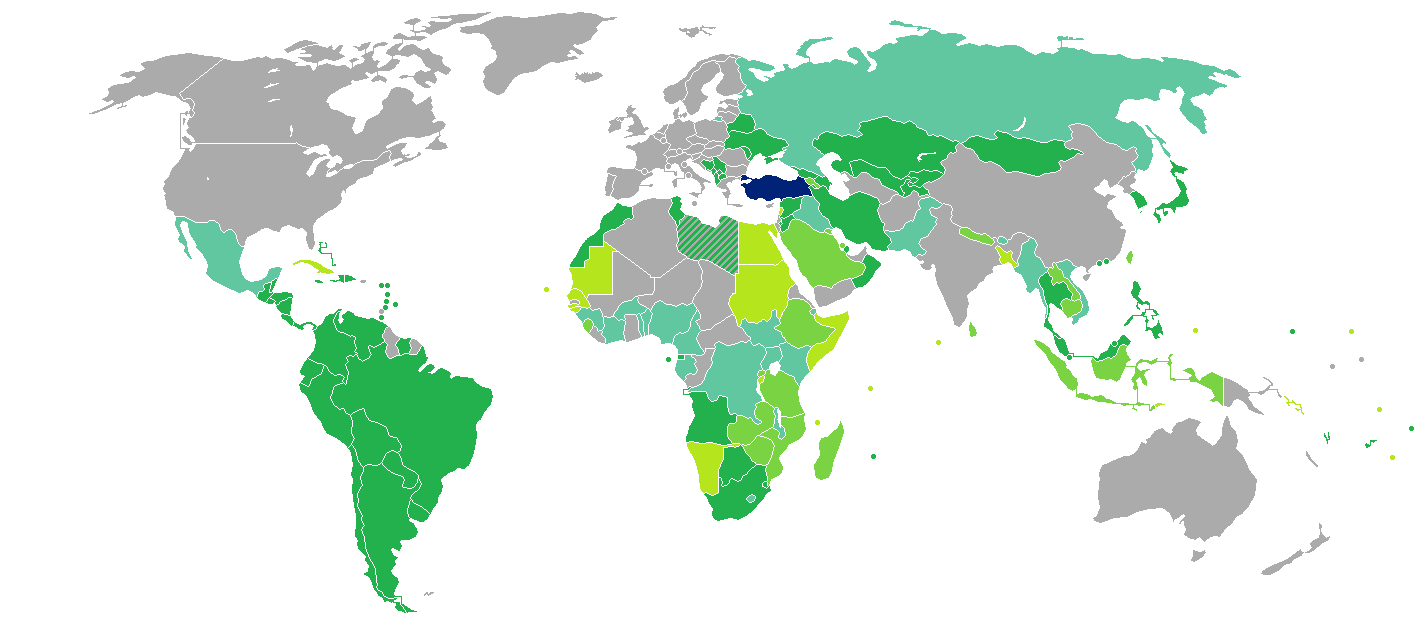
Vízové požadavky pro držitele tureckého pasu
Turecko
Vízum není třeba
Vízum udělována při příjezdu
Elektronické vízum eVisa
Vízum dostupné při příjezdu i online
Vízum nutné předem